# 8-Bit (azienda)
8-Bit (株式会社エイトビット?, Kabushiki-gaisha Eito-Bitto) è uno studio di animazione giapponese fondato nel settembre 2008. È nota per aver prodotto gli anime di Blue Lock, That Time I Got Reincarnated as a Slime e altri.

## Storia
Lo studio è stato fondato da Tsutomu Kasai nel settembre 2008 da ex dipendenti dello studio Satelight, tra cui molti membri dello staff dell'anime Macross Frontier; un anno dopo, infatti, lo studio è partecipe alla produzione del film Macross Frontier: Itsuwari no Utahime. La prima opera vera e propria dello studio è stata Infinite Stratos nel 2011, seguita nel tempo da molti adattamenti, tra cui i più celebri That Time I Got Reincarnated as a Slime e Blue Lock.
L'8 giugno 2020, lo studio ha annunciato una collaborazione con Bandai Namco per la creazione di molteplici adattamenti animati. Nel novembre 2021 una nuova sede è stata aperta nella prefettura di Niigata.

## Produzioni

### Serie TV

#### Dal 2011 al 2019

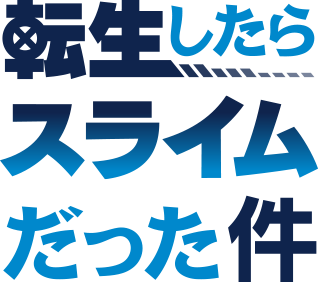
Logo della serie anime That Time I Got Reincarnated as a Slime.

| Titolo                                  | Inizio prima visione | Fine prima visione | Episodi | Note e fonti          |
| --------------------------------------- | -------------------- | ------------------ | ------- | --------------------- |
| Infinite Stratos                        | 7 gennaio 2011       | 1º aprile 2011     | 12      | [ 6 ]                 |
| Aquarion Evol                           | 8 gennaio 2012       | 24 giugno 2012     | 26      | [ N 1 ] [ 7 ]         |
| Busou Shinki                            | 4 ottobre 2012       | 20 dicembre 2012   | 12      | [ 8 ]                 |
| Yama no susume                          | 3 gennaio 2013       | 21 marzo 2013      | 12      | [ 9 ]                 |
| Infinite Stratos 2                      | 4 ottobre 2013       | 20 dicembre 2013   | 12      | [ 10 ]                |
| Walkure Romanze                         | 6 ottobre 2013       | 22 dicembre 2013   | 12      | [ 11 ]                |
| Tokyo Ravens                            | 9 ottobre 2013       | 26 marzo 2014      | 24      | [ 12 ]                |
| Yama no susume 2                        | 9 luglio 2014        | 24 dicembre 2014   | 24      | [ 13 ]                |
| Grisaia no kajitsu                      | 5 ottobre 2014       | 28 dicembre 2014   | 13      | [ 14 ] [ 15 ]         |
| Absolute Duo                            | 4 gennaio 2015       | 22 marzo 2015      | 12      | [ 16 ]                |
| Grisaia no rakuen                       | 19 aprile 2015       | 21 giugno 2015     | 10      | [ 17 ]                |
| Comet Lucifer                           | 4 ottobre 2015       | 20 dicembre 2015   | 12      | [ 18 ]                |
| Shōnen maid                             | 8 aprile 2016        | 1º luglio 2016     | 12      | [ 19 ]                |
| Rewrite                                 | 2 luglio 2016        | 25 marzo 2017      | 24      | [ N 2 ] [ 20 ] [ 21 ] |
| Knight's & Magic                        | 2 luglio 2017        | 24 settembre 2017  | 13      | [ 22 ] [ 23 ]         |
| How to Keep a Mummy                     | 11 gennaio 2018      | 29 marzo 2018      | 12      | [ 24 ] [ 25 ]         |
| Yama no susume 3                        | 2 luglio 2018        | 24 settembre 2018  | 13      | [ 26 ]                |
| That Time I Got Reincarnated as a Slime | 2 ottobre 2018       | 19 marzo 2019      | 24      | [ 27 ] [ 28 ]         |
| Hoshiai no Sora                         | 10 ottobre 2019      | 26 dicembre 2019   | 12      | [ 29 ]                |

#### Dal 2020 in poi

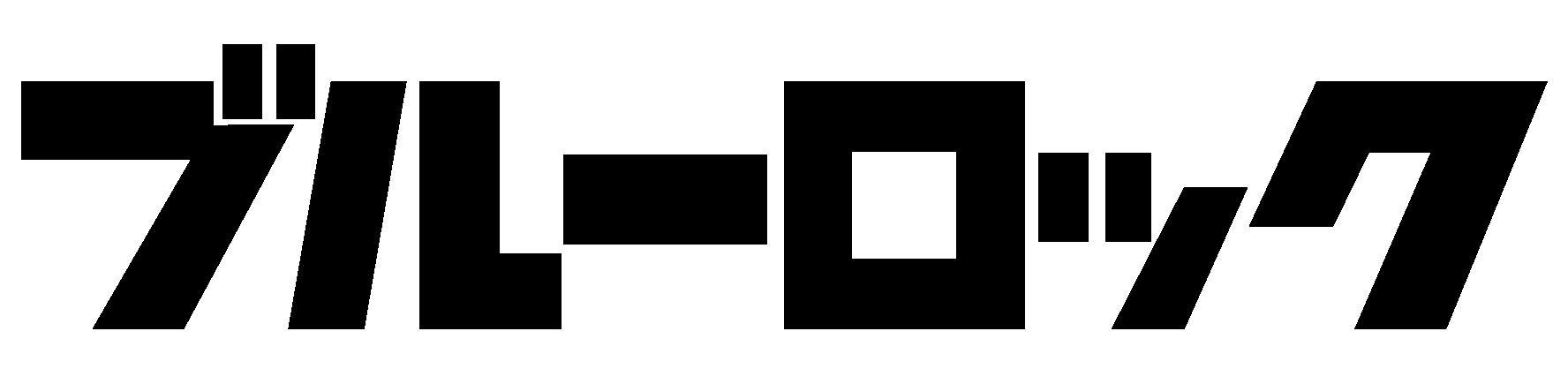
Logo della serie anime di Blue Lock.

| Titolo                                    | Inizio prima visione | Fine prima visione | Episodi | Note e fonti   |
| ----------------------------------------- | -------------------- | ------------------ | ------- | -------------- |
| Oshibudo                                  | 10 gennaio 2020      | 27 marzo 2020      | 12      | [ 30 ] [ 31 ]  |
| Mahōka kōkō no Rettōsei: Raihōsha-hen     | 4 ottobre 2020       | 27 dicembre 2020   | 13      | [ 32 ]         |
| That Time I Got Reincarnated as a Slime 2 | 21 gennaio 2021      | 21 settembre 2021  | 24      | [ N 3 ] [ 33 ] |
| The Slime Diaries                         | 6 aprile 2021        | 22 giugno 2021     | 12      | [ 34 ]         |
| Yama no susume: Next Summit               | 5 ottobre 2022       | 21 dicembre 2022   | 12      | [ 35 ]         |
| Blue Lock                                 | 9 ottobre 2022       | 25 marzo 2023      | 24      | [ 36 ] [ 37 ]  |
| Synduality: Noir                          | 11 luglio 2023       | 26 marzo 2024      | 24      | [ N 3 ] [ 38 ] |
| Shy                                       | 2 ottobre 2023       | 18 dicembre 2023   | 12      | [ 39 ]         |
| Laid-Back Camp 3                          | 4 aprile 2024        | 20 giugno 2024     | 12      | [ 40 ]         |
| That Time I Got Reincarnated as a Slime 3 | 5 aprile 2024        | 27 settembre 2024  | 24      | [ 41 ]         |
| The Irregular at Magic High School 3      | 5 aprile 2024        | 28 giugno 2024     | 13      | [ 42 ]         |
| Shy 2                                     | 1º luglio 2024       | 23 settembre 2024  | 12      |                |
| Blue Lock 2                               | 5 ottobre 2024       | 28 dicembre 2024   | 14      |                |

### Film

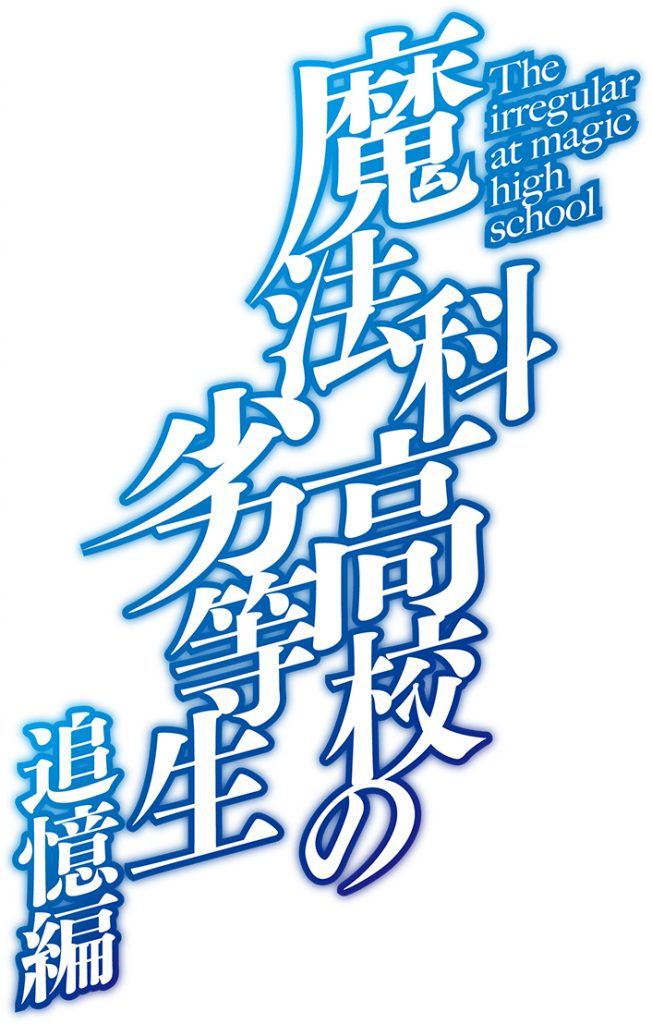
Logo del film Gekijōban mahōka kōkō no rettōsei: Tsuioku-hen.

| Titolo                                                            | Data di pubblicazione | Note e fonti  |
| ----------------------------------------------------------------- | --------------------- | ------------- |
| Macross Frontier: Itsuwari no Utahime                             | 21 novembre 2009      | [ N 1 ] [ 3 ] |
| Grisaia no meikyuu                                                | 12 aprile 2015        | [ 43 ]        |
| Gekijōban mahōka kōkō no rettōsei: Hoshi o yobu shōjo             | 17 giugno 2017        | [ 44 ]        |
| Gekijōban mahōka kōkō no rettōsei: Tsuioku-hen                    | 31 dicembre 2021      | [ 45 ]        |
| That Time I Got Reincarnated as a Slime: The Movie – Scarlet Bond | 25 novembre 2022      | [ 46 ]        |
| Blue Lock: Episode Nagi                                           | 19 aprile 2024        | [ 47 ]        |

### OAV ed ONA
| Titolo                                                  | Data di pubblicazione               | Episodi | Note e fonti                |
| ------------------------------------------------------- | ----------------------------------- | ------- | --------------------------- |
| IS Encore: Koi ni kogareru rokujūsō                     | 7 dicembre 2011                     | 1       | [ 48 ]                      |
| IS 2: Long Vacation Edition                             | 30 ottobre 2013                     | 1       | [ 49 ]                      |
| Yama no susume: Omoide no Present                       | 28 ottobre 2017                     | 1       | [ 50 ]                      |
| That Time I Got Reincarnated as a Slime OAD             | 9 luglio 2019 - 27 novembre 2020    | 5       | [ 51 ] [ 52 ] [ 53 ] [ 54 ] |
| Zenonzard the Animation                                 | 10 settembre 2019 - 31 ottobre 2020 | 10      | [ 55 ]                      |
| Maji nu ken                                             | 1º marzo 2023                       | 1       | [ 56 ]                      |
| That Time I Got Reincarnated as a Slime: Coleus no Yume | 1º novembre 2023                    | 3       | [ 57 ]                      |

## Loghi

settembre 2008 - 2018
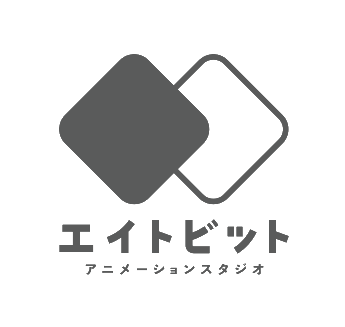
1 marzo 2022 - attuale
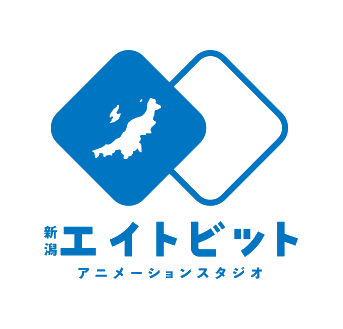
logo attuale della sede nella prefettura di Niigata.